# Bythinella hemphilli
Bythinella hemphilli är en snäckart som beskrevs av Henry Augustus Pilsbry 1890. Bythinella hemphilli ingår i släktet Bythinella och familjen tusensnäckor. Inga underarter finns listade i Catalogue of Life.